# Asanada philippina
Asanada philippina är en mångfotingart som beskrevs av Chamberlin R. 1921. Asanada philippina ingår i släktet Asanada och familjen Scolopendridae.
Artens utbredningsområde är Filippinerna. Inga underarter finns listade i Catalogue of Life.